# Телекоммуникационная стойка

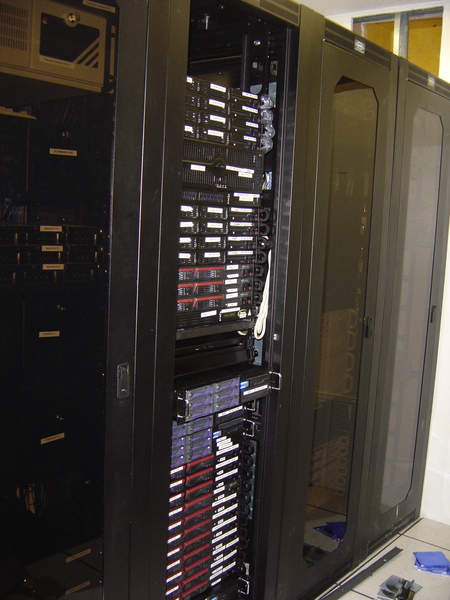
Серверы фонда Викимедиа, установленные в стандартную 19-дюймовую стойку

Стойка телекоммуникационная — конструкция, предназначенная для удобного, компактного, технологичного и безопасного крепления телекоммуникационного оборудования — серверов, маршрутизаторов, модемов, станций.
Открытые монтажные телекоммуникационные стойки являются альтернативой монтажным шкафам. Монтажные стойки существуют в трех видах: однорамные, двухрамные (конструкция стоек позволяет устанавливать тяжелое оборудование на четырёхточечную фиксацию, что повышает их устойчивость и степень нагрузки) и серверные (специально разработанные для установки в них серверного оборудования); их отличительной особенностью являются повышенная жесткость и прочность конструкции, оптимальный вес, возможность установки дополнительных компонентов.

## Устройство стойки
Размеры стойки установлены:
для девятнадцатидюймовой
(наиболее распространённый формат):
- ширина — 482,6 мм (19 дюймов),
- глубина — выбирается из ряда 600 мм, 800 мм, 900 мм и более, вплоть до 1200 мм и зависит от глубины применяемого оборудования;
- высота — до 60 U (юнитов) или более 2,5 метров;

существуют также другие форматы
- ширина — 23 или 10 дюймов.

В стойку монтируется оборудование в специально предназначенных для этого корпусах, так называемом «Rackmount» (от англ. rack — стойка с полками, подставка, и англ. mount — монтировать) исполнении. Такие корпуса имеют ширину 17,75 дюйма (450,85 мм), высоту кратную целому числу юнитов и места для крепления стандартизованного расположения. Компьютер в обычном корпусе (например, «MiniTower», установленный на бок) также может быть установлен в стойку при помощи дополнительных конструктивных элементов (поддонов, рельсов), но такое практикуется редко.

### Монтаж оборудования

Размещение на вертикальных направляющих в 19″-стойке посадочных мест для крепления оборудования, устанавливаемого в стойку

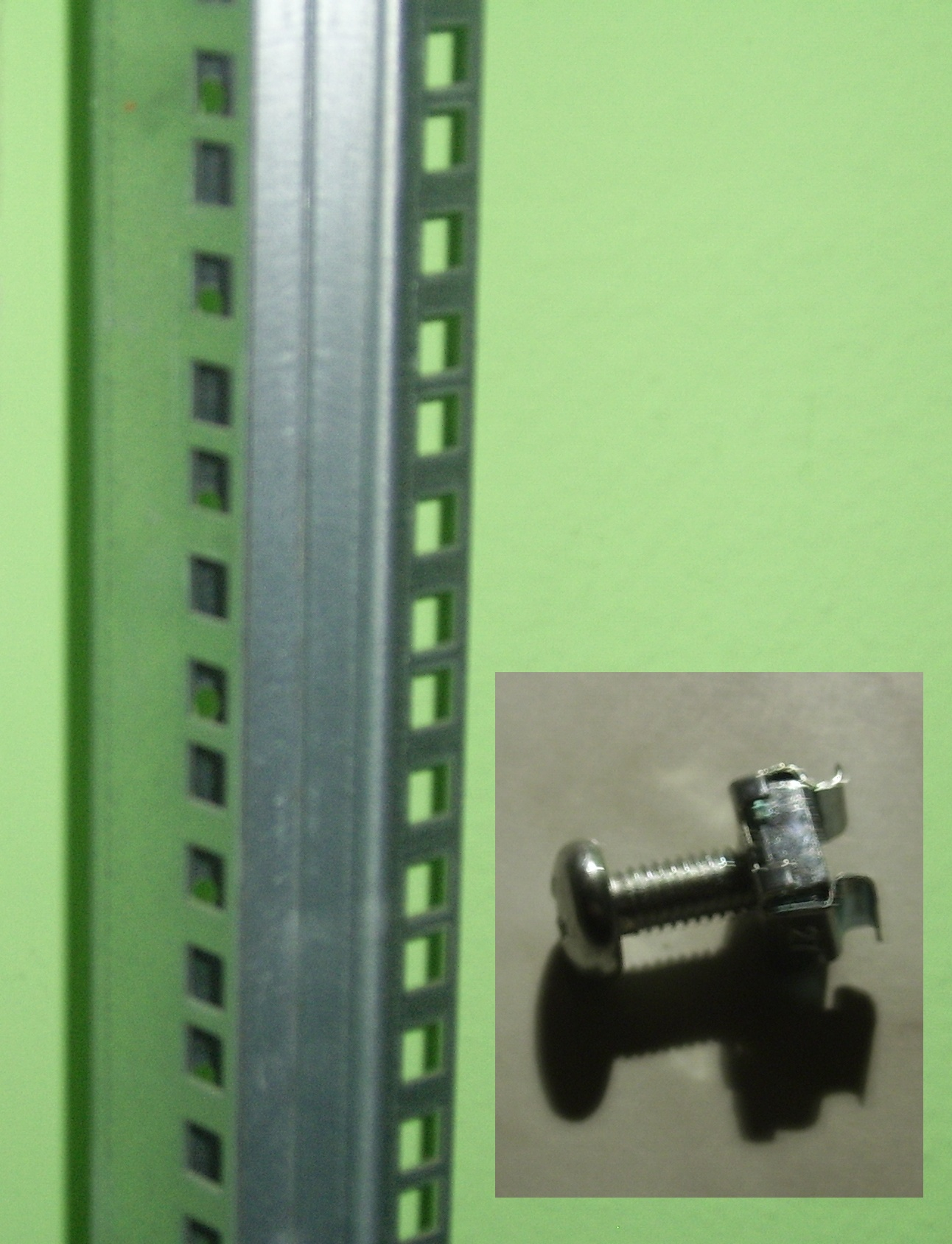
Наиболее распространённый вариант крепежа — квадратная гайка М6 в креплении на защелке с винтом.

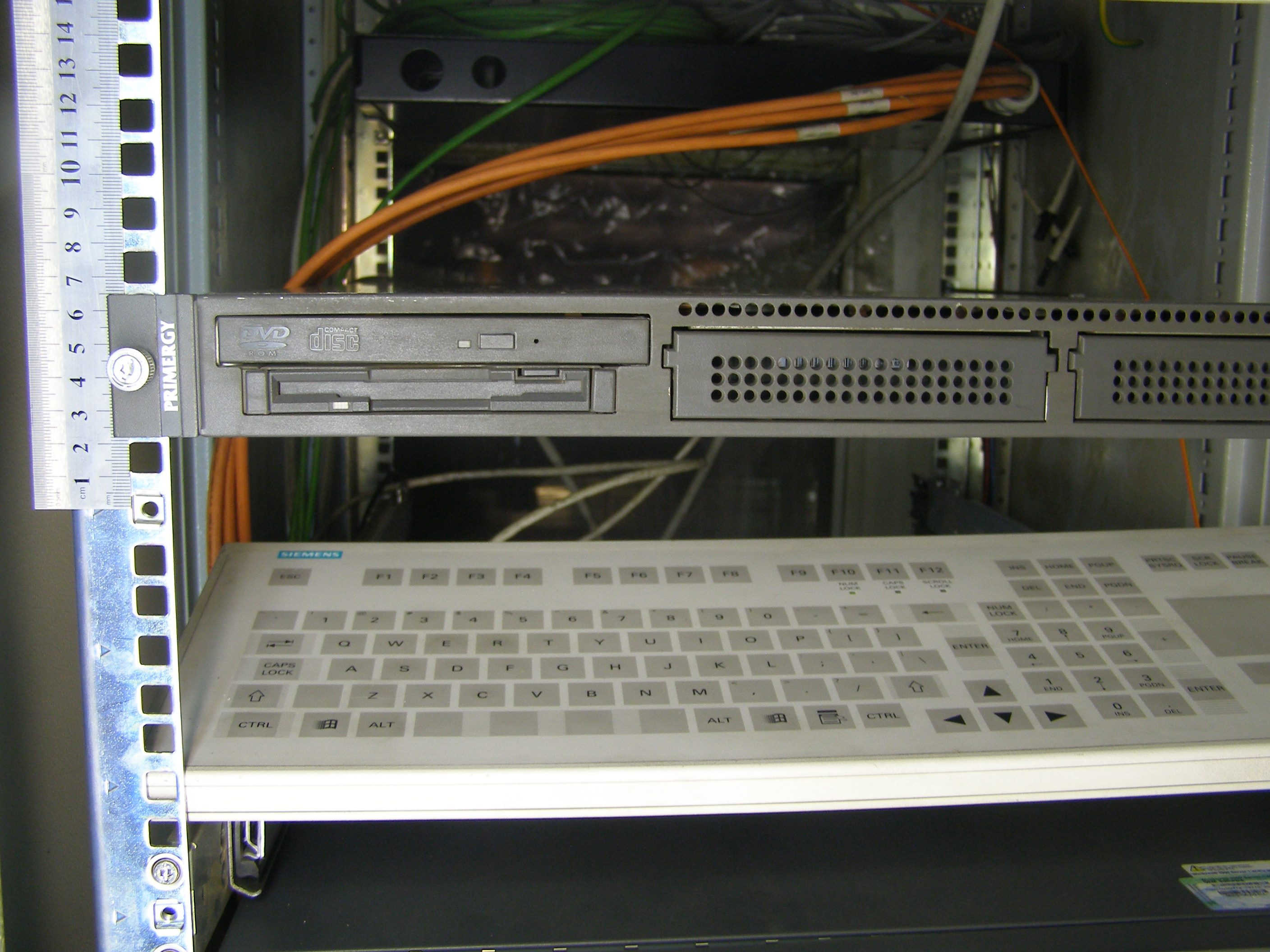
Сервер высотой 1U. Под ним — клавиатура со встроенным тачпадом.

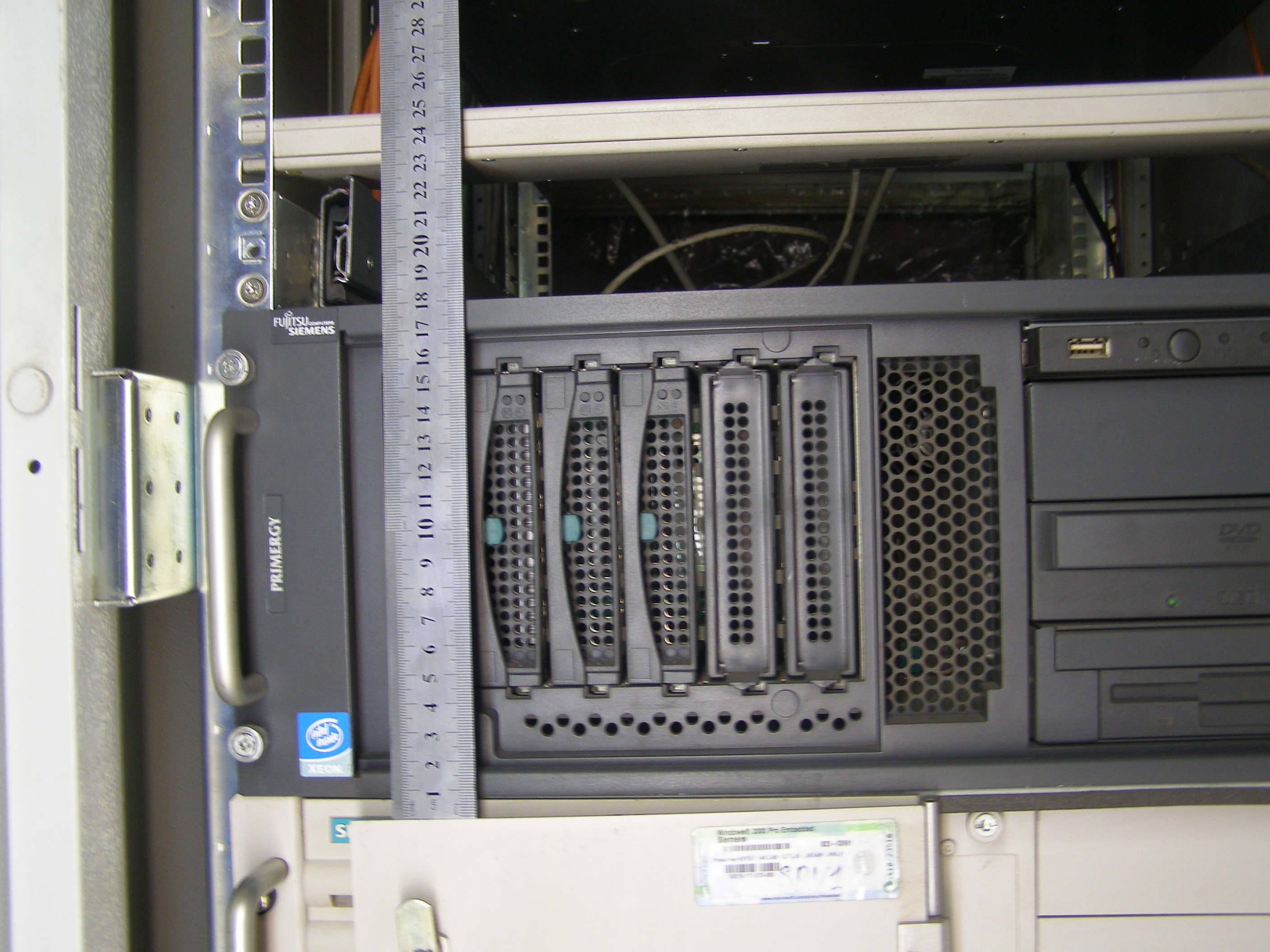
Сервер высотой 4U

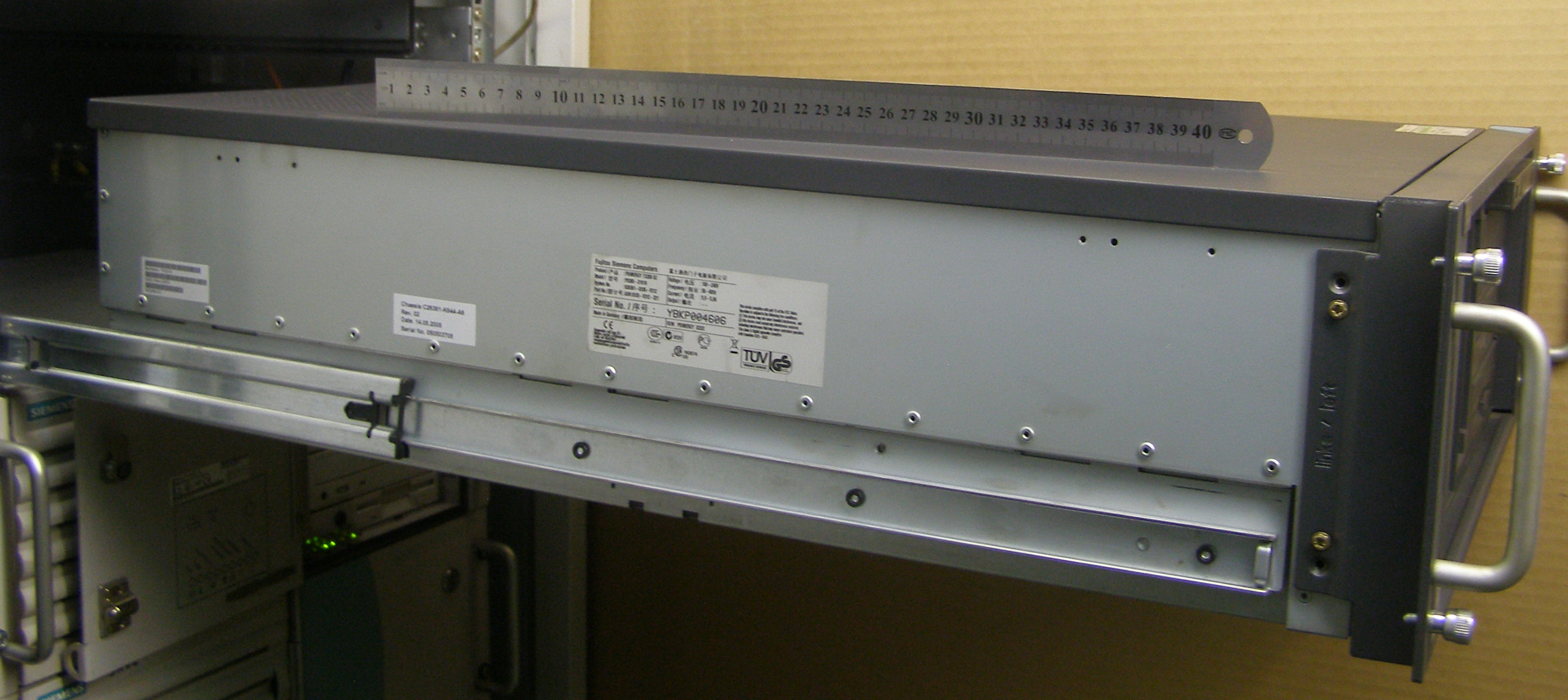
Для удобства обслуживания, корпус может выдвигаться из стойки с помощью телескопических направляющих.

Крепёжные отверстия в стойке соответствуют крепёжным элементам на фронтальной плоскости монтируемого в стойку оборудования и располагаются на вертикальных элементах стойки с периодом в 1,75 дюйма (44,45 мм). Эта величина задаёт дискретность размера оборудования по высоте и образует единицу измерения, называемую стоечным юнитом («U»). Таким образом, для упорядочивания размещения оборудования в стойке предпочтительно использовать корпуса оборудования, которые имеют высоту, кратную целому числу юнитов.

Обычно устанавливаемое в стойку оборудование имеет высоту передней части на 1/32 дюйма (.031") меньше, чем определено единицей 1U. Поэтому высота 1U оборудования, устанавливаемого в стойку, составляет 1,719 дюймов (43,7 мм), а не 1,75 дюймов (44,4 мм). Таким образом, высота 2U оборудования составляет 3,469 дюймов (88,1 мм) вместо 3,5 дюймов (88,9 мм). Этот зазор позволяет выделить немного места выше и ниже установленного в стойку оборудования, что позволяет извлечь/установить оборудование в отсек без обязательного извлечения соседнего (сверху/снизу) оборудования.

450 мм — максимально возможная ширина для устройств, которые можно установить в шкаф, либо положить на полку. Максимальная ширина оборудования с кронштейнами — 482,6 мм. Расстояние между осями отверстий крепления оборудования винтами к профилям — 465,1 мм.
Отверстия в стойке для крепления оборудования могут быть без специальных приспособлений (в таком случае требуются болты с гайками), могут иметь собственную резьбу, либо быть в виде перфорации квадратной формы для установки на защёлках специальных квадратных гаек с резьбой М6 (последний тип стоек получил наибольшее распространение). В большинстве моделей также предусмотрено крепление заднего края оборудования и монтаж внутри стойки выдвижных конструкций на базе горизонтальных рельс для особо тяжёлого/глубокого оборудования.
Обычно телекоммуникационные стойки выпускают сериями целевого предназначения, заранее сочетающими в себе дополнительные принадлежности: системы кондиционирования (начиная с простых блоков вентиляторов до автономных сплит-систем), электропитания, разнообразные дверцы (в том числе с замками), полки, дополнительные наружные индикаторы, распределитель питания и иные приспособления.

## Названия и назначение стоек

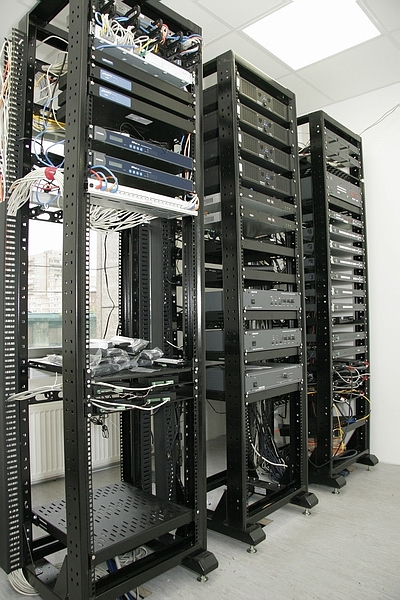
Центральное оборудование систем современного конференц-зала, расположенное в серверной комнате.

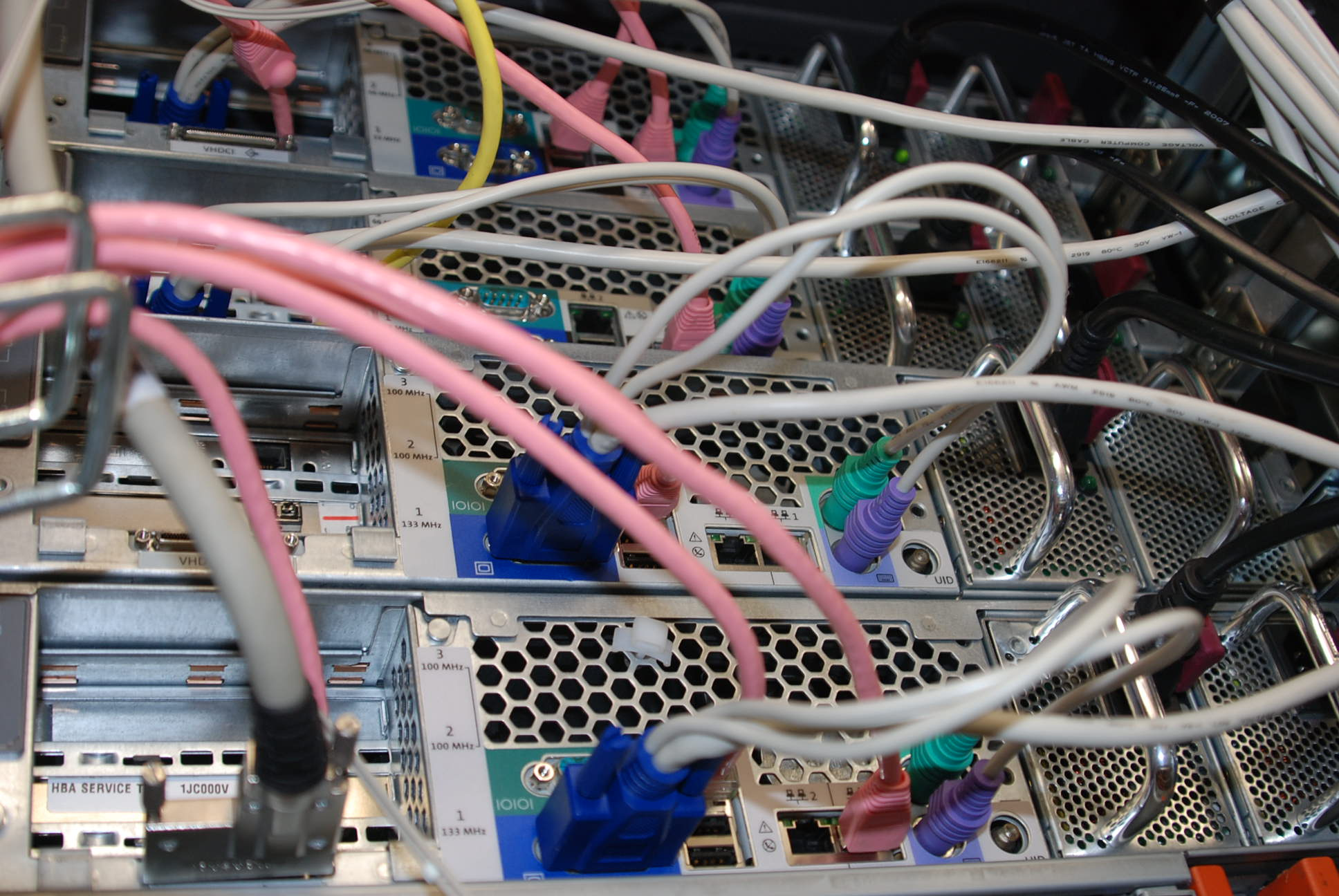
Доступ администратора к управлению сервером, установленным в стойке, часто осуществляется с помощью KVM-переключателя

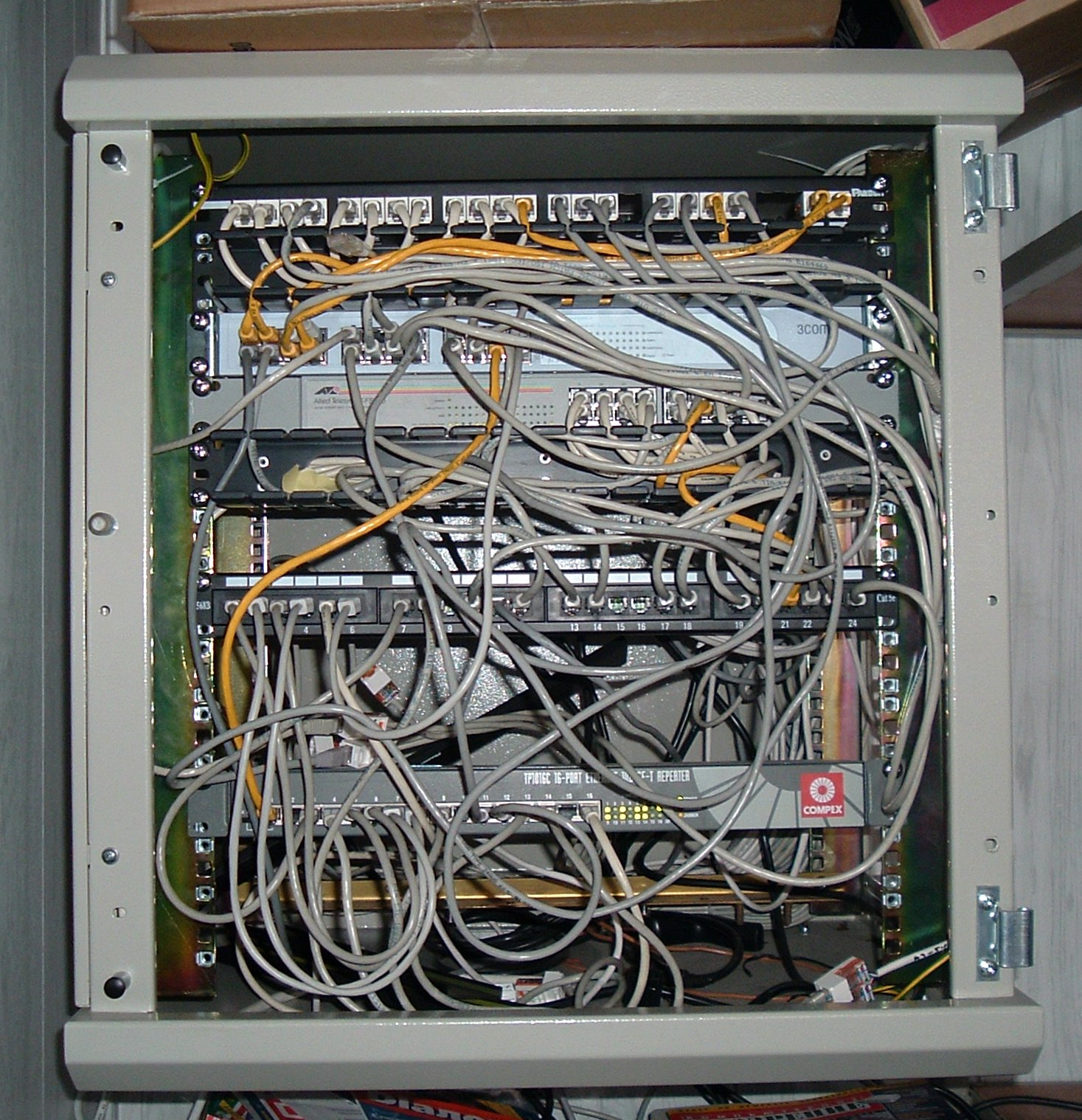
12U-ящик с 50 портами, концентратором «Compex» и маршрутизаторами «3Com» и «Allied Telesyn»

Подобные телекоммуникационные стойки появились в США в 1922 году и имеют размеры в стандартных единицах, применявшихся на момент их появления, — дюймах. В силу этого они носят название 19-дюймовые стойки. Изначально стойки предназначались для размещения реле железнодорожной семафорной сигнализации, поэтому в США часто до сих пор они носят своё исходное название релейные стойки (англ. relay rack; relay — реле, rack — стойка с полками). Стойки описанного 19-дюймового стандарта использовались во всех странах с середины XX века для телефонных станций, иного коммуникационного, акустического, а также научного оборудования. В это время появилось название телекоммуникационные стойки. В России в индустрии аудио- и видеоинтеграции укоренилось тавтологическое название рэковые стойки или рэковые шкафы, стандартное название по накладным — телекоммуникационный шкаф.
Телекоммуникационными стойками оснащаются дата-центры и серверные комнаты.
Типы профессионального оборудования, которое производится промышленностью в 19″-корпусах и устанавливается в телекоммуникационные стойки:
- Серверы
- Системы хранения данных (СХД)
- Промышленные компьютеры
- Медицинское и научное оборудование
- Оборудование систем управления и промышленной автоматизации
- Устройства управления, распределения и резервирования электропитания (источники бесперебойного питания, устройства стабилизации электропитания и прочее).
- Распределители питания ЦОД
- Системы удаленного IP мониторинга ЦОД
- Профессиональное музыкальное оборудование (синтезаторы, процессоры эффектов и т. п.)
- Профессиональное аудиооборудование (аудиоконференцсвязи, цифровые аудиоплатформы, микшеры, аудиокоммутаторы, синхронного перевода речи, усилители, специализированные рэковые акустические системы и т. п.)
- Профессиональное видеооборудование (видеокоммутаторы, видеопроцессоры, масштабаторы (скейлеры) видеосигнала, видеоконференцсвязи и т. п.)
- Профессиональные аудио и видеоустройства (рэковые мониторы, DVD-плееры, видеосерверы, CD-рекордеры и т. п.)
- Оборудование видеонаблюдения (видеорегистраторы, декодеры, серверы и т. п.)
- Профессиональное управляющее и силовое оборудование для освещения.

## Стандарты и спецификации

### 19-дюймовая (482,6 мм) стойка
19-дюймовая (482,6 мм) стойка описана в следующих документах:
- ГОСТ 28601.1-90 Система несущих конструкций серии 482,6 мм. Панели и стойки. Основные размеры.
- ГОСТ 28601.2-90 Система несущих конструкций серии 482,6 мм. Шкафы и стоечные конструкции. Основные размеры.
- ГОСТ 28601.3-90 Система несущих конструкций серии 482,6 мм. Каркасы блочные и частичные вдвижные. Основные размеры.
- EIA-310-D, Шкафы, стойки, панели и связанное оборудование.
- CEA-310-E Требования к разработке шкафов, панелей, стоек и корзин.
- IEC 60297 Механические конструкции для электронного оборудования — Размеры механических конструкций серии 482,6 мм (19 дюймов).
- IEC 60297-3-100 Часть 3-100: Базовые размеры фронтальных панелей, корзин, шасси, стоек и шкафов.
- IEC 60297-3-101 Часть 3-101: Корзины и связанные установочные модули.
- IEC 60297-3-102 Часть 3-102: Рукоятки для установки/извлечения.
- IEC 60297-3-102 Часть 3-103: Блокировка на ключ и совмещения штырьковых выводов.
- IEC 60297-3-104 Часть 3-104: Соединитель зависимого интерфейса: размеры корзин и съемных устройств.
- IEC 60297-3-105 Часть 3-105: Размеры и конструкторские аспекты для 1U-шасси.
- DIN 41494 Учебное оборудование для электронной аппаратуры; механические конструкции серии 482,6 мм (19 дюймов).
- DIN 41494-7 Размеры шкафов и комплектов стоек.
- DIN 41494-8 Компоненты фронтальных панелей; условия монтажа, размеры
- DIN IEC 60297-3-100.